# Catasetum hopkinsonianum
Catasetum hopkinsonianum är en orkidéart som beskrevs av George Francis, Jr. Carr och Vitorino Paiva Castro. Catasetum hopkinsonianum ingår i släktet Catasetum och familjen orkidéer. Inga underarter finns listade i Catalogue of Life.